# Kopócs Tibor
Kopócs Tibor (Nagykeszi, 1937. október 1. –) grafikus, illusztrátor, festő, díszlettervező, szerkesztő.

## Élete
1961–1966 között az eperjesi Pavol Jozef Šafárik Egyetem képzőművészet–történelem szakán tanult, majd ugyanott doktorált 1986-ban. 1974-től Komáromban él. Művész pályáját illusztrátorként és grafikusként, illetve lap-, majd könyvtervezőként kezdte, később díszlet-, jelmeztervezéssel és festészettel kezdett foglalkozni. Az 1980-as évek második felében elsajátította a tűzzománc technikát.
1966–1974 között Pozsonyban az Új Ifjúság szerkesztőségében, majd a Madách Könyv- és Lapkiadóban dolgozott. 1974–1985 között a Magyar Területi Színház díszlet- és jelmeztervezője. 1995–2000 között a gútai Magyar Tanítási Nyelvű Szakképző Magániskola tűzzománctanára volt. 1998-tól az Atelier művészeti lap alapító szerkesztője. 1998 óta a kecskeméti Nemzetközi Zománcművészeti Alkotóműhely tagja. 1998–2002 között a Szlovákiai Magyar Képzőművészek Társasága elnöke.

## Elismerései
- 2002 a Szlovák Köztársaság Ezüstplakettje
- 2005 a Posonium Irodalmi Díj Művészeti Életműdíja

## Művei
Számos hazai és külföldi csoportos kiállításon vett részt.